# Stazione di Tegna
La stazione di Tegna della Ferrovie Autolinee Regionali Ticinesi (FART) è una fermata ferroviaria della ferrovia Locarno-Domodossola ("Centovallina").

## Strutture e impianti

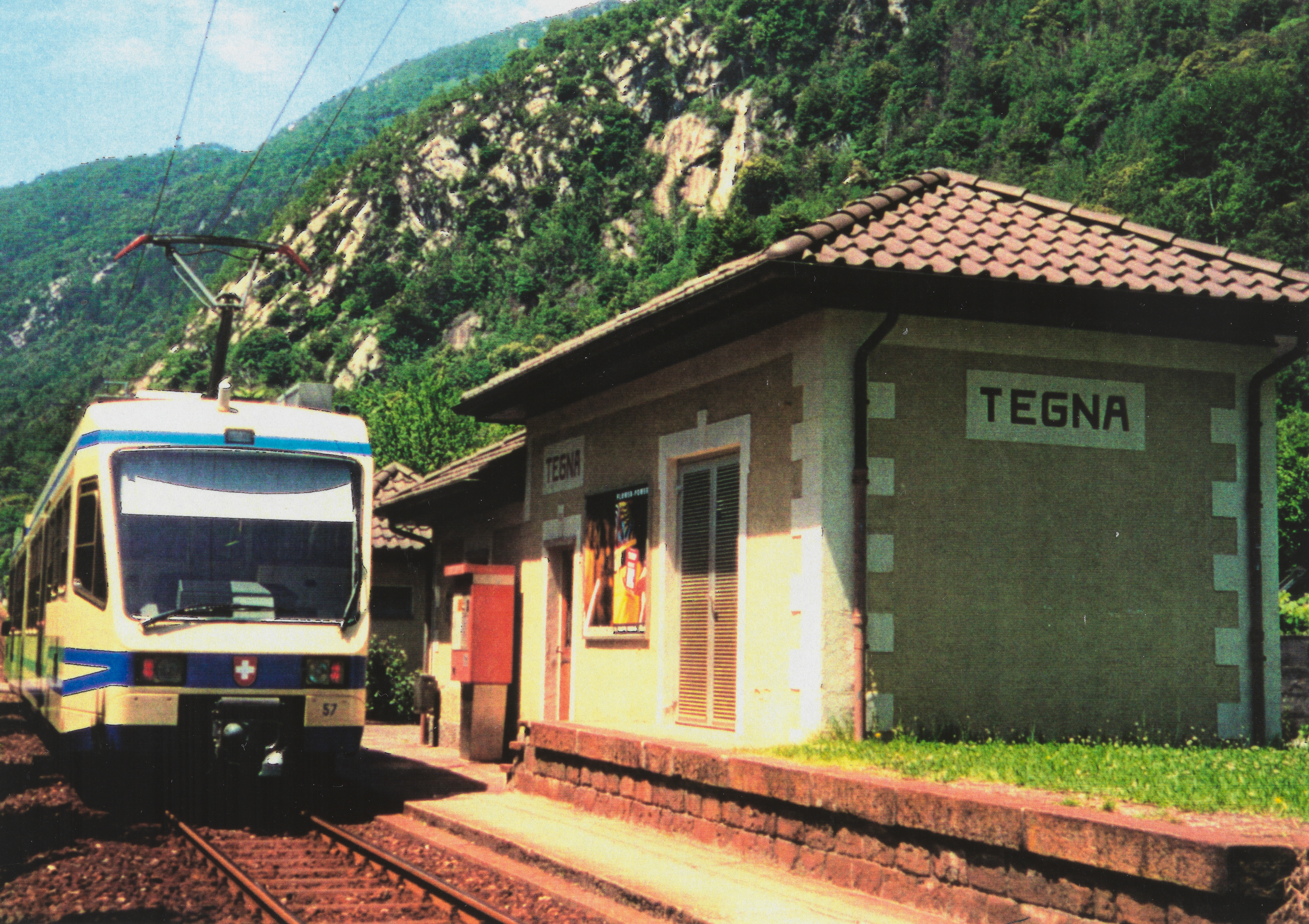
Negli anni novanta

La fermata è posta tra i posti di blocco di Ponte Brolla e Verscio.

## Movimento
La fermata è servita, in regime di fermata a richiesta, dai treni regionali (linea Locarno-Intragna/Camedo e viceversa) e diretti (linea Locarno-Domodossola e viceversa) delle FART.

## Servizi
- Biglietteria automatica della Comunità tariffale Ticino e Moesano